# أرتيم فيدورتشينكو
أرتيم فيدورتشينكو (بالأوكرانية: Федорченко Артем Володимирович)‏ هو لاعب كرة قدم أوكراني في مركز الدفاع، ولد في 13 أبريل 1980 في الاتحاد السوفيتي. لعب مع نادي بارتيزان مينسك ونادي نافتان نوفوبولوتسك.

## وصلات خارجية
- أرتيم فيدورتشينكو على موقع اتحاد أوكرانيا (الإنجليزية)
- أرتيم فيدورتشينكو على موقع قاعدة بيانات كرة القدم.إي يو (الإنجليزية)
- أرتيم فيدورتشينكو على موقع Soccerway.com (الإنجليزية)